# Bronchiëctasieën
Bronchiëctasieën zijn blijvende verwijdingen van delen van de luchtwegen (bronchiën) door beschadiging van de bronchuswand.

## Oorzaken
De oorzaak is meestal een ernstige luchtweginfectie (bv longontsteking, kinkhoest e.d.) Stoornissen van het afweersysteem, erfelijke aandoeningen zoals cystische fibrose en mechanische factoren (inademing van een vreemd voorwerp) kunnen mensen vatbaar maken voor infecties die tot bronchiëctasieën leiden. In een klein aantal gevallen worden de bronchiëctasieën veroorzaakt door de inhalatie van toxische stoffen die de bronchiën beschadigen.

## Symptomen
Bronchiëctasieën kunnen op elke leeftijd ontstaan, maar beginnen vaak reeds op jonge leeftijd. Meestal ontstaan de symptomen slechts geleidelijk, vaak na een luchtweginfectie. Er ontwikkelt zich doorgaans een chronische productieve hoest. Bloed ophoesten (hemoptoe) is niet ongewoon. Soms gaat deze aandoening gepaard met recidiverende koorts en pijn op de borst. De patiënten kunnen last krijgen van recidiverende longontstekingen.
Bij uitgebreide bronchiëctasieën kan er een piepende ademhaling optreden, en kortademigheid. Het ziektebeeld kan deel uitmaken van astma, emfyseem of chronische bronchitis.
Bij zeer ernstige bronchiëctasieën kan er een ademhalingsinsufficiëntie optreden. De rechter harthelft kan overbelast geraken, met cor pulmonale tot gevolg.

## Behandeling
De behandeling van bronchiëctasieën bestaat uit
- bestrijding van infecties met antibiotica
- vermindering van slijmophoping met mucolytica (hoewel het nut hiervan niet bewezen is) en tapotage
- vermindering van ontstekingsverschijnselen met inhalatiecorticosteroïden
- Het gebruik van een flutter

Bij uitgesproken bronchiëctasieën kan een operatieve ingreep aangewezen zijn, met verwijdering van een longlob (indien de aandoening beperkt is tot een deel van de longen), of een longtransplantatie.